# Rudolf Hoffmann (Metallurg)
Rudolf Hoffmann (* 21. Juli 1873 in Ingurtosu auf Sardinien; † 7. September 1932 in Clausthal-Zellerfeld) war ein deutscher Metallhüttenmann und Hochschullehrer.

## Leben
Rudolf Hoffmann, geboren als Sohn des Bergingenieurs und späteren Betriebsdirektors des Erzbergwerks Himmelfahrt Fundgrube Robert Hoffmann, studierte nach dem Besuch des Albertinum-Gymnasiums in Freiberg an der Bergakademie Freiberg Hüttenkunde. 1895 wurde er wie sein Vater Mitglied des Corps Franconia Freiberg. Das Studium schloss er 1898 als Diplom-Hütteningenieur ab.
Im gleichen Jahr begann Hoffmann seine praktische Berufstätigkeit als Betriebschemiker bei der Muldener Schmelzhütte. 1903 wurde er dort stellvertretender Hüttenmeister. Nachdem er die Zweite Staatsprüfung für den höheren Staatsdienst in der Berg- und Hüttenverwaltung abgelegt hatte, wurde er zum Sächsischen Hüttenassessor ernannt.
Hoffmann wurde 1906 zum Ordinarius für Allgemeine Hüttenkunde und Metallhüttenkunde an die Bergakademie Clausthal berufen, diese Position hatte er bis zu seinem Lebensende inne. Die Schwerpunkte seiner Lehre waren Hüttenkunde, Elektrometallurgie, metallurgische Probierkunde und Chemische Technologie. Er unternahm Forschungsreisen nach Belgien, Österreich, Mexiko, Kanada und in die USA. Er schrieb Beiträge für Köglers Taschenbuch für Berg- und Hüttenleute und Ullmanns Enzyklopädie der Technischen Chemie.
Obwohl felddienstuntauglich, meldete sich Hoffmann als Freiwilliger und nahm als Frontsoldat am Ersten Weltkrieg teil. Ausgezeichnet mit dem Eisernen Kreuz I. und II. Klasse schloss er sich nach dem Krieg dem Stahlhelm, Bund der Frontsoldaten an, dessen Führer er im Oberharz wurde.